# Jackhammer
Jackhammer est un super-vilain créé par Marvel Comics. Il est apparu pour la première fois dans Daredevil #123, en 1975.

## Biographie du personnage
L'homme surnommé Jackhammer (le « perforateur ») était un agent de l'HYDRA. Il était l'ingénieur en chef de l'équipe travaillant pour Silvermane. Dans un combat contre la Veuve Noire et Daredevil, il fut vaincu rapidement par ce dernier.
À sa sortie de prison, il fut amélioré par le Power Broker et devint l'un de ses agents spéciaux.
Il attaqua Asp et Anaconda et fut finalement vaincu. 
Lors de sa carrière, il fut opposé à Battlestar et U.S. Agent, avant de servir au sein des Maîtres du Mal, puis d'affronter Captain America lors d'un tournoi de mercenaires.
Il fut vaincu et livré aux autorités par Union Jack après avoir tenté d'inonder le tunnel sous la Manche.

## Pouvoirs et capacités
- Jackhammer possède une force surhumaine lui permettant de soulever 10 tonnes. Sa rapidité et son endurance ont aussi été améliorées.
- Il utilise des gants qui génèrent des pulsations. Cela lui sert à creuser le sol ou détruire des murs ou des structures trop résistantes pour sa super-force.